# Andreas Netzle
Andreas Netzle (* 9. Mai 1959 in Münsterlingen) ist ein Schweizer Journalist und Politiker.

## Leben
Andreas Netzle besuchte die Primar- und Sekundarschule in Diessenhofen und die Kantonsschule Schaffhausen. Anschliessend studierte er an der Universität Zürich Germanistik, Philosophie und Publizistik und schloss mit dem Lizentiat (Master) ab.
Er begann seine berufliche Laufbahn als Volontär und Inlandsredaktor bei den Schaffhauser Nachrichten. Anschliessend war er Bundeshausredaktor für die Schaffhauser Nachrichten, die Zürichsee-Zeitung und das Aargauer Tagblatt. 1992 wurde er Chefredaktor der Hotel + Tourismus Revue und Mitglied der Geschäftsleitung des Schweizer Hotelier-Vereins in Bern. 1997 wurde er Chefredaktor der Solothurner Zeitung und Mitglied der Geschäftsleitung der Vogt-Schild AG. Von 2001 bis 2007 war er Chefredaktor der Thurgauer Zeitung und Mitglied der Geschäftsleitung. 
Im November 2006 wurde er als Parteiunabhängiger zum Stadtammann (heute: Stadtpräsident) von Kreuzlingen gewählt, im März 2011 und März 2015 erfolgte seine Wiederwahl in diesem Amt. 
Ende Juli 2017 trat er als Stadtpräsident zurück und nahm eine Stelle als Leiter Unternehmenskommunikation in der Privatwirtschaft an. Seit 2019 ist er selbständiger Kommunikationsberater.
| Personendaten    | Personendaten        |
| ---------------- | -------------------- |
| NAME             | Netzle, Andreas      |
| KURZBESCHREIBUNG | Schweizer Journalist |
| GEBURTSDATUM     | 9. Mai 1959          |
| GEBURTSORT       | Münsterlingen        |